# Slow tourisme

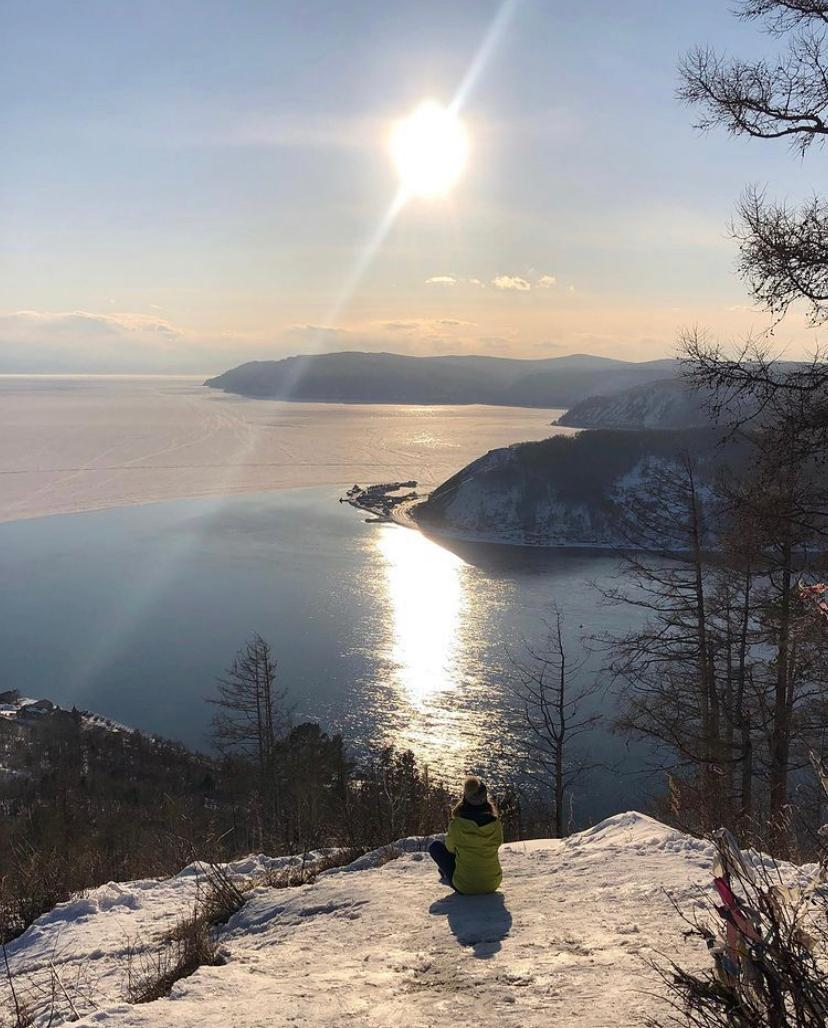
Slow tourisme sur le lac Baïkal

Le tourisme lent, appelé aussi tourisme durable, est un choix touristique attaché à l'éloge de la lenteur, qui a développé des principes alternatifs au tourisme de masse.
Pratiqué depuis le XXIe siècle dans plusieurs pays sensibilisés à sa nécessité, il met l'accent sur une plus grande conscience personnelle du touriste.
Il se caractérise par une mobilité réduite et par le temps pris pour explorer l'histoire et la culture locales, tout en protégeant l'environnement.
Le concept est né du mouvement italien Slow Food et du mouvement Cittaslow,,.
Les Français Babou et Callot (2009) donnent au même moment cette définition, possible base d’une première approche : « un tourisme à rythme lent, garant d’un ressourcement de l’être (physiologique et psychologique), peu émetteur de CO2, synonyme de patience, de sérénité, de découvertes approfondies, d’améliorations des connaissances et des acquis culturels ». Il y manque peut-être une dimension épicurienne ainsi que des spécificités qui, depuis, caractérisent encore davantage l’offre.
L'auteur Robinson (2011) place au cœur de la signification et du concept de tourisme lent le changement d'orientation pendant les vacances vers la qualité d'expériences moins nombreuses et plus significatives.
Une expérience touristique pourrait être qualifiée de « slow » lorsque l'intention est de découvrir les particularités d'un lieu dans le respect du lieu et de ses habitants et de le faire sans tomber dans la nostalgie du passé ou dans le kitsch commercial. Les touristes lents ralentissent volontiers leur rythme dans l'intérêt de l'environnement et des expériences authentiques. Les dimensions privilégiées sont le transport lent, les lieux lents et la nourriture lente.
Dickinson et Lumsdon (2010) soutiennent pour leur part qu'un transport plus lent devrait impliquer un voyage « tranquille », non lié par des horaires et des itinéraires touristiques stricts. Les slow places désignent les villes lentes qui offrent aux touristes lents la possibilité de se concentrer sur l'immersion dans la vie locale. Les touristes peuvent être hébergés dans une famille d'accueil afin qu'ils puissent apprendre en passant du temps lent et tranquille avec les habitants ou ils peuvent opter pour des hôtels écologiques . La composante activité de tout type de tourisme lent est davantage « basée sur la connaissance et l'apprentissage » que « basée sur le plaisir ». Ainsi, le tourisme lent peut également offrir une expérience intellectuelle, car les visiteurs peuvent activement repenser la vie moderne et le sens du temps.
- minimiser la distance parcourue;
- maximiser le temps disponible pour le voyage;
- se détendre l'esprit;
- manger dans des restaurants locaux ;
- acheter sur les marchés locaux ou directement chez les producteurs ;
- acquérir de nouvelles compétences;
- minimiser la mécanisation et la technologie;
- faire l'expérience de l'authenticité;
- minimiser l'empreinte carbone.

Le slow tourisme est une excroissance du slow mouvement issu du mouvement slow food fondé en Italie par Carlo Petrini en 1986,,. Le tourisme lent s'est développé comme une nouvelle forme de tourisme au cours des années 1990 avec la naissance du mouvement Cittaslow qui a joué un rôle de premier plan dans le développement du tourisme lent en proposant des destinations alternatives certifiées pour promouvoir un rythme et un mode de vie plus lents,. Le tourisme lent se développe de différentes manières dans différentes régions et villes et est plus pleinement développé dans les pays à forte concentration de villes conçues par cittaslow.
En 2007, World Travel Market & Euromonitor ont identifié le tourisme lent comme une nouvelle tendance pour l'Europe occidentale, observant que la tendance se propageait aux États-Unis et en Amérique latine. Selon les prévisions, le tourisme lent devrait continuer à gagner en popularité, devenant une alternative aux vacances plus traditionnelles et estimant un taux de croissance annuel composé de 10 %.

## Motivation
La recherche « Motivation et objectifs du tourisme lent » a découvert les motivations générales du tourisme lent : détente, réflexion sur soi, évasion, recherche de nouveauté, engagement et découverte. Les gens s'engagent dans des voyages lents pour rechercher une expérience de nouveauté à travers de nouvelles temporalités, de nouveaux lieux et de nouvelles personnes qui leur offrent des sensations de sensations fortes, d'aventures et de stimulation émotionnelle.
Dans son livre "Les Femmes aussi sont du voyage", la journaliste Lucie Azema estime que bon nombre de récits occidentaux effectués sur Instagram comportent "une collection d'images toutes faites, de sensations, d'odeurs", rapportés par des gens qui ne "voyagent que pour les confirmer", et "s'emploient à étouffer l'altérité" des personnes et lieux pris en photo, ou encore "se contentent de naviguer dans les eaux tranquilles et rassurantes de partis pris idéologiques où les représentations de l'Autre sont soigneusement quadrillées". (Le lien du paragraphe avec l'intitulé "motivation" est incompréhensible. Aucun lien n'est établi. Il y a une carence explicative).  
L'appréciation de la nourriture et des goûts locaux est au cœur de l'expérience du tourisme lent et la nourriture peut être considérée comme un facteur d'attraction. Des facteurs culturels tels que la culture et le patrimoine locaux jouent également un rôle crucial dans la motivation. Les touristes lents ont de fortes motivations physiques, ils évitent le stress et les environnements bruyants et se concentrent sur des activités qui engagent le corps et l'esprit (par exemple, la randonnée, le vélo ). Le désir de se détacher physiquement et mentalement de ses routines et obligations quotidiennes peut être une motivation de voyage dominante. Le développement personnel est un autre facteur de motivation. En ralentissant dans le nouveau contexte physique et social, le voyageur peut également vouloir identifier son statut personnel, se faire une idée de lui-même, renforcer ses sentiments de croissance personnelle et faire l'expérience d'une identité authentique.
Yurtseven et Kaya, dans leurs travaux de 2011, identifient trois groupes de touristes visitant une destination touristique cittaslow : les touristes lents « dédiés », « intéressés » et « accidentels », tandis que Smith (2012) et Dickinson, Robbins et Lumsdon (2010) appellent les touristes dédiés et motivés par l'environnement les touristes « durs lents » et ceux qui apprécient les aspects du tourisme lent comme « doux lents ».
Le tourisme lent est une réponse aux aspects négatifs du tourisme de masse, donnant une réelle substance et un contenu au concept de tourisme. Il valorise l'authenticité de l'expérience à destination alors que le tourisme « rapide » consiste à visiter des destinations commercialisées dans les délais impartis et n'offre pas la possibilité de profiter de la destination. De plus, le tourisme de masse exerce une pression sur l'environnement humain, naturel et culturel, et a une empreinte écologique élevée.
Afin d'acquérir un capital culturel, les touristes lents sont prêts à participer au processus de préparation ou de production, plutôt qu'à être de simples spectateurs.
- visiter les monuments culturels et religieux de la région ou le tourisme religieux ;
- goûter aux spécialités locales, et s'informer sur leur histoire et leurs techniques de fabrication à travers le tourisme culinaire ;
- essayez les vins et les boissons locales grâce à l'œnotourisme ;
- sont informés ou impliqués dans des activités agricoles et pratiquent l'agrotourisme en visitant des fermes, ;
- visiter les unités de production locales à travers le tourisme industriel ;
- faire des voyages dans la nature grâce à l'écotourisme ;
- randonnée ;
- vélo ;
- rafting dans les lacs et rivières.

Sonia (2015) écrit que les premières villes lentes ont émergé en Italie, s'étant développées sur la valeur fondamentale de l'autosuffisance sur les ressources locales, et souligne qu'aujourd'hui le maintien des villes comme « lentes » est plus probable dans les endroits où le développement est déjà à son paroxysme. un rythme graduel, ou bien impossible, en raison de limitations géographiques ou autres qui rendent le rythme de vie lent à l'origine. Puisque le tourisme lent favorise les voyages de courte distance utilisant d'autres modes de transport que l'avion, les marchés de proximité sont des cibles logiques.
- Camino de Santiago (France, Espagne);
- Voie Lycienne (Turquie);
- Tour du Mont Blanc (France, Italie, Suisse) ;
- Pacific Crest Trail (États-Unis);
- Continental Divide Trail (États-Unis);
- Bibbulmun Track (Australie);
- Great Baikal Trail (Russie);
- Région du Douro (Portugal).
- Sentier de randonnée Selvaggio Blu